# Johnny Smith and Poker-Huntas
Pour les articles homonymes, voir Johnny Smith (homonymie) et Smith.
Pour plus de détails, voir Fiche technique et Distribution.
Johnny Smith and Poker-Huntas est un cartoon Merrie Melodies réalisé par Tex Avery en 1938.